# Bent Bøgsted
Bent Bøgsted, né le 4 janvier 1956 à Brønderslev (Danemark), est un homme politique danois, membre du Parti populaire danois, puis des Démocrates danois. Il est député au Folketing de 2001 à 2022.

## Biographie
Engagé au sein du Parti populaire danois, il est élu député au Folketing lors des élections législatives de novembre 2001. Après le scrutin, il devient le porte-parole de son parti pour les questions d'emploi.
Il est réélu au Folketing à cinq reprises, en 2005, 2007, 2011, 2015 et 2019,,,,. De 2015 à 2019, il préside la commission parlementaire sur l'emploi.
En janvier 2022, il annonce qu'il en sera pas candidat à sa réélection lors des prochaines élections législatives. En février, il fait partie des quatre députés du Parti populaire danois à quitter le mouvement, en protestation contre Morten Messerschmidt, élu à sa présidence quelques semaines plus tôt.
En juin, il annonce rejoindre les Démocrates danois, le nouveau parti formé par l'ancienne ministre Inger Støjberg.